# Свирин, Юрий Миронович
Юрий Миронович Свирин (26 июня 1937, Кипчаково, Московская область — 29 апреля 2004, Москва) — советский хозяйственный, государственный и политический деятель, Герой Социалистического Труда (1991). Заслуженный машиностроитель Российской Федерации (1997). Кандидат экономических наук, профессор, доктор философии Европейской академии. Кавалер ордена Ленина (1991).

## Биография
Родился в 1937 году в селе Кипчаково Кораблинского района Московской области (сейчас — в составе Рязанской области). Член КПСС.
С 1964 года — на хозяйственной, общественной и политической работе. В 1964 году окончил Рязанский радиотехнический институт. В 1964—2003 годах — инженер-регулировщик, мастер цеха, начальник цеха, директор Волжского электромеханического завода Производственного объединения (ПО) «Марийский машиностроитель», генеральный директор ПО «Марийский машиностроитель» — директор Марийского машиностроительного завода (1975—2000), генеральный директор ОАО Промышленная компания «Концерн „Антей“».
Указом Президиума Верховного Совета СССР от 6 августа 1991 года присвоено звание Героя Социалистического Труда с вручением ордена Ленина и золотой медали «Серп и Молот».
Избирался депутатом Верховного Совета СССР 10-го и 11-го созывов (1979—1989), Верховного Совета Марийской АССР IX и XII созывов (1975—1980, 1990—1994).
Кандидат экономических наук, профессор, доктор философии Европейской академии.
Скончался 29 апреля 2004 года в Москве. Отпевание прошло в церкви Троекуровского кладбища. Похоронен в городе Озёры Московской области на городском кладбище.

## Звания и награды
- Заслуженный машиностроитель Российской Федерации (1997)
- Орден Ленина (1991)
- Орден Октябрьской Революции (1985)
- Орден Трудового Красного Знамени (1976)
- медали

## Память
- 20 июля 2004 года вышло Постановление мэра города Йошкар-Олы, согласно которому скверу напротив центральной проходной Марийского машиностроительного завода присвоено имя бывшего генерального директора, Героя Социалистического Труда Ю. М. Свирина[6][7].
- Мемориальная доска у проходной Марийского машиностроительного завода[8].
- На основании решения IV сессии городского Собрания муниципального образования «Город Йошкар-Ола» от 19 апреля 2005 года № 77-IV на доме по адресу: Ленинский проспект, д. 41, где жил Свирин Юрий Миронович, установлена мемориальная доска[9]. На ней написано: «В этом доме жил выдающийся учёный в области машиностроения Герой Социалистического Труда, профессор, генеральный директор ММЗ Юрий Миронович Свирин»[10].
- С 2004 года в Республике Марий Эл проводится волейбольный турнир памяти Ю. М. Свирина[1].